# Октябрський (Бєлгородська область)
Октя́брський (рос. Октябрьский) — селище міського типу в Бєлгородському районі Бєлгородської області, Росія.
Населення селища становить 7 147 осіб (2008; 6 899 в 2002).

## Географія
Селище розташоване на річці Лопань, басейн річки Сіверський Донець.

## Історія
Селище первісно мало назву Воскресенівка, і було засновано приблизно у 1747 році (згідно Ревизскої казки Курської губернії). Мешканцями слободи Воскресенівської були українці. 
У 1935 році цукровий завод, який діяв  в селі відвідав народний комісар харчової промисловості СРСР Анастас Мікоян, який домігся виділення коштів на будівництво загальноосвітньої школи і будівлі райвиконкому. В знак подяки Воскресенівка була перейменована в Мікоянівку. 
У 1935-1963 роках було центром Мікоянівського (з 1958 - Октябрського) району.
Статус селища міського типу поселення отримало в 1938 році.
У 1958 році указом Президії Верховної Ради РРФСР робітниче селище Мікоянівка перейменовано в робітниче селище Октябрський.
З 1963 року селище в складі Білгородського району.
20 грудня 2004 року в відповідно до Закону Білгородської області № 159 на території селища утворено муніципальне утворення зі статусом міського поселення «Селище Октябрський».

## Економіка
В селищі працюють заводи цукровий та маслоробний.

## Відомі люди
У селищі народився гвардії генерал-майор Я. П. Єрьоменко (1900–1945).